# Panégyrique de Trajan
Le Panégyrique de Trajan est un discours en prose de Pline le Jeune en 95 chapitres, composé à l'occasion de sa nomination au Sénat romain par l'empereur Trajan en 100. Le discours original, prononcé devant l'assemblée, est certainement beaucoup plus court que la version retravaillée et augmentée publiée soit en 113, soit vers 103 (d'après les recherches les plus récentes), qui nous est parvenue.

## Portrait du prince
Trajan occupe bien sûr l'essentiel du discours. Dans les éloges directs à la deuxième personne du singulier et dans les récits où l'empereur apparaît, Pline brosse le portrait d'un empereur sous le règne duquel s'épanouit la liberté, après celui de Domitien. Dans tous les événements de l'actualité politique mentionnés (première séance du Sénat en 100, cérémonie des comices, procès de Marius Priscus), l'empereur, sincère et modeste, est l'objet de l'amour de ses sujets qui voient en lui le retour de la justice.

### Éditions
- Marcel Durry éd., Lettres (livre X) - Panégyrique de Trajan (« Collection des universités de France »), Paris, Les Belles Lettres, réimpr. 2002.

### Études
- Nicole Méthy, « Éloge rhétorique et propagande politique sous le Haut-Empire : L'Exemple du Panégyrique de Trajan », Mélanges de l'École française de Rome, Antiquité, vol. 112, no 1,‎ 2000, p. 365-411 (lire en ligne)
- Antoine-Léonard Thomas, Essai sur les éloges, Paris, Delalain, 1829 (lire en ligne)